# Edward Fitzalan-Howard
Edward William Fitzalan-Howard, xviii duque de Norfolk (nacido el 2 de diciembre de 1956), titulado conde de Arundel, entre 1975 y 2002, es un noble británico.

## Primeros años y educación
Norfolk es hijo de Miles Fitzalan-Howard, xvii duque de Norfolk y su esposa, Anne Mary Teresa Constable-Maxwell. Fue educado en Ampleforth College, una escuela católica, y luego al Lincoln College, Oxford.

## Carrera
Norfolk ha trabajado con varias compañías y, entre el 2000 y 2002, conde mariscal adjunto. A la muerte de su padre, en el 2002, heredó los títulos del difunto duque de Norfolk y el cargo de conde mariscal. Posee dos designaciones en el Movimiento Scout, fue hasta el año 2010 presidente del 1st Arundel Scout Group (propiedad del conde de Arundel), pero sigue siendo presidente de Arundel & Littlehampton District Scouts. También es patrono de West Sussex County Scouts. En junio de 2003 fue galardonado con la Medalla al Mérito por Servicios al Movimiento Scout.
Como conde mariscal, fue el encargado de organizar el funeral de la reina Isabel II y posteriormente la coronación del rey Carlos III.

## Matrimonio y descendencia
El duque, titulado entonces conde de Arundel, se casó con Georgiana Susan Gore, el 27 de junio de 1987, en la Catedral de Arundel. Tienen tres hijos y dos hijas:
- Henry Miles Fitzalan-Howard, conde de Arundel, nacido el 3 de diciembre de 1987.
- Lady Rachel Fitzalan-Howard, nacida el 10 de junio de 1989.
- Lord Thomas Fitzalan-Howard, nacido el 14 de marzo de 1992.
- Lady Elisabeth Fitzalan-Howard, nació el 7 de febrero de 1994.
- Lord Philip Fitzalan-Howard, nacido el 14 de julio de 1996.

En abril del 2011, se anunció que el duque y la duquesa estaban iniciando el proceso de divorcio.

## Títulos de nobleza
En el 2002, heredó el Ducado de Norfolk, así como una serie de condados, baronías, cargos hereditarios y títulos adjuntos al ducado que heredó de su padre. El cargo de conde mariscal, que heredó con el ducado, le hace uno de los grandes oficiales de Estado y le hace responsable de ocasiones de Estado, como la coronación del monarca y de la ceremonia de apertura del Parlamento. También es, en virtud a su cargo, uno de los jueces hereditarios del Tribunal de Caballería y jefe del Colegio de Armas, responsable de la heráldica en Inglaterra y Gales, así como de la Mancomunidad Británica de Naciones.

### Lista de títulos nobiliarios
- xviii duque de Norfolk (primer duque de Inglaterra).
- Conde mariscal.
- xvii conde de Arundel (36.° desde la 1.ª creación) (primer conde de Inglaterra).
- xix conde de Surrey.
- xvi conde de Norfolk.
- xiii barón Beaumont.
- xxvi barón Maltravers.
- xvi barón FitzAlan.
- xvi barón Clun.
- xvi barón Oswaldestre.
- v barón Howard de Glossop.

### Lista de cargos hereditarios
- Conde mariscal.
- Mariscal hereditario de Inglaterra.
- Jefe mayordomo de Inglaterra (uno de los tres reclamantes al cargo desde 1902 ante el Tribunal de Reclamaciones. La disputa no ha sido resulta).

## Tratamiento
- Edward Fitzalan-Howard (1956–1971).
- El Honorable Edward Fitzalan-Howard (1971–1975).
- El conde de Arundel (1975–2002).
- Su Gracia el duque de Norfolk (2002–presente).

- Datos: Q499613
- Multimedia: Edward Fitzalan-Howard, 18th Duke of Norfolk / Q499613